# Lusinde
Lusinde es una freguesia portuguesa situada en el municipio de Penalva do Castelo. Según el censo de 2021, tiene una población de 190 habitantes.